# АЕС Токай
Атомна електростанція Токай (яп. 東海原原力的机所) — діюча атомна електростанція в Японії. Вона розташована на сході японського острова Хонсю на узбережжі Тихого океану біля однойменного села в префектурі Ібаракі, приблизно в 120 кілометрах від Токіо. Це перша комерційна атомна електростанція в Японії.

## Історія та технічна інформація
Токайська атомна електростанція виробила свою першу електроенергію в 1966 році. Загалом на місці було побудовано два реактори. Перший газоохолоджуваний британський реактор Magnox загальною потужністю 166 МВт розпочато будувати 1 березня 1961 року, підключено до мережі 10 листопада 1965 року та введено в комерційну експлуатацію 25 липня 1966 року. Другий із двох блоків — киплячий реактор типу BWR-5. Її будівництво розпочато 3 жовтня 1973 р., підключено до мережі 13 березня 1978 р., введено в промислову експлуатацію 28 листопада 1978 р. Загальна потужність становить 1100 МВт. Блок № 1 був першим постійно закритим підрозділом у Японії. Його демонтаж тривав до 2011 року, коли він був завершений.

### Землетрус Тохоку 2011 року
У березні 2011 року електростанція постраждала від землетрусу та 5,4-метрового цунамі. Реактори втратили зовнішнє живлення, а один із трьох насосів забортної води вийшов з ладу. Незважаючи на це, електростанція підтримувалася стабільною за допомогою дизель-генераторів і двох насосів охолодження морської води, що залишилися.
У 2011 році мер села Токай закликав закрити АЕС Токай-2, оскільки в радіусі 30 кілометрів від станції проживає понад мільйон людей.
22 травня 2014 року керівники Токайської атомної електростанції подали запит на перезапуск другого реактора – це був 18-й запит із усіх запитів на перезапуск реакторів, поданих у Японії після землетрусу 2011 року.
Другий реактор Токайської атомної електростанції також став найстарішим з усіх, які просили перезапуск. З 2011 по 2014 рік перед АЕС збудували стіну захисту від цунамі висотою 18 метрів, модернізували систему вентиляції, покрили вогнестійкою фарбою 18,5 тисячі метрів кабелів.
Поряд з електростанцією також розташований завод з переробки ядерного палива, але його планують закрити.
У 2018 році роботу другого блоку NRA продовжили на 20 років.

### Інциденти
30 вересня 1999 року в Токадзі сталася одна з найсерйозніших аварій в історії Японії. Інцидент стався не на Токайській атомній електростанції, а на сусідньому радіохімічному заводі.
У березні 2011 року землетрус спричинив проблеми з системою охолодження другого реактора через зупинку насоса. У жовтні 2011 року на станції було виявлено витік радіоактивної води в корпус реактора. Це було приблизно 65 тонн води.

## Інформація про реактори
| Реактор | Тип реактора | Продуктивність | Продуктивність | Початок будівництва | Підключення до мережі | Введення в експлуатацію | Закриття    |
| Реактор | Тип реактора | Нетто          | Брутто         | Початок будівництва | Підключення до мережі | Введення в експлуатацію | Закриття    |
| ------- | ------------ | -------------- | -------------- | ------------------- | --------------------- | ----------------------- | ----------- |
| Токай-1 | Magnox       | 137 МВт        | 166 МВт        | 1. 3. 1961          | 10. 11. 1965          | 25. 7. 1966             | 31. 3. 1998 |
| Токай-2 | BWR-5        | 1060 МВт       | 1100 МВт       | 3. 10. 1973         | 13. 3. 1978           | 28. 11. 1978            |             |